# 北海道道1059号稚内空港線
北海道道1059号稚内空港線（ほっかいどうどう1059ごう わっかないくうこうせん）は、北海道稚内市内を結ぶ一般道道（北海道道）である。

## 概要

### 路線データ
- 起点：北海道稚内市大字声問村字声問（稚内空港）
- 終点：北海道稚内市大字声問村字声問（北海道道121号稚内幌延線交点）
- 路線延長：0.9 km

## 歴史
- 1985年（昭和60年）3月30日 路線認定[1]。

## 地理

### 通過する自治体
- 宗谷総合振興局
  - 稚内市

### 交差する道路
稚内市
- 北海道道121号稚内幌延線 - 字声問（終点）